# Råttfällebil

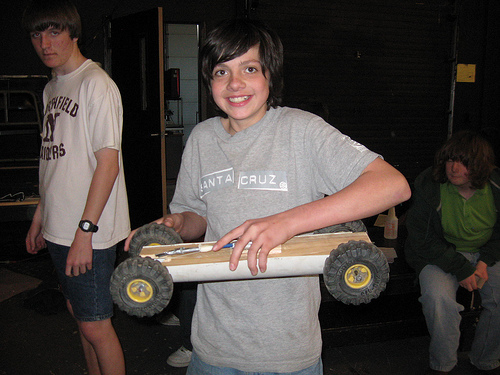
Elev från Northfield School of Arts and Technology i Minnesota i USA med råttfällebil 2009.

Animation av framdriftsprincipen för en råttfällebil.

En råttfällebil är en leksaksbil där den endast tillåtna motorn är en eller flera råttfällor. Råttfällebilar används ofta i fysikundervisningen i skolorna för att lära eleverna problemlösning och samarbete.

## Tävling
En vanlig tävlingsform är att med en råttfälla köra fem meter på kortast möjliga tid eller att framföra den på längst avstånd. Nuvarande världsrekord är 1,22 sekunder respektive 111 meter. 

## Design
Det finns inget definitivt svar på hur en råttfällebil ska utformas, men det vanligaste är en fyrhjulsdriven variant. Det finns också några två- och trehjuliga sorter, och Philip Beltracchi har skapat en bil som bara har ett hjul.